# Kristen Viikmäe
Kristen Viikmäe (Tallin, Estonia, 10 de febrero de 1979) es un exfutbolista estonio.

## Selección nacional
Debutó con la selección de Estonia el 26 de enero de 1997 en un partido amistoso contra Líbano, sustituyendo a Andres Oper en la parte complementaria al minuto 68 en la derrota 2-0.
El 4 de junio de 1998 se enfrentó ante la selección de Islas Feroe por la Clasificación Eurocopa, Viikmäe abrió el marcador al minuto 13, siendo este su primer tanto con la selección, el encuentro terminó con victoria 5-0.
Kristen Viikmäe ha disputado 115 partidos internacionales con la selección con 15 anotaciones.

#### Participaciones en eliminatorias
| Eliminatoria               | Sede                | Resultado | Partidos | Goles |
| -------------------------- | ------------------- | --------- | -------- | ----- |
| Clasificación Mundial 1998 | Francia             | Eliminado | 7        | 0     |
| Clasificación Mundial 2002 | Corea del Sur Japón | Eliminado | 7        | 0     |
| Clasificación Mundial 2006 | Alemania            | Eliminado | 11       | 2     |
| Clasificación Mundial 2010 | Sudáfrica           | Eliminado | 1        | 0     |

## Clubes
| Club                | País    | Año       |
| ------------------- | ------- | --------- |
| F. C. Flora Tallin  | Estonia | 1996-2000 |
| Vålerenga Fotball   | Noruega | 200-2003  |
| F. C. Flora Tallin  | Estonia | 2003-2008 |
| Enköpings SK        | Suecia  | 2004      |
| Fredrikstad FK      | Noruega | 2005      |
| Gefle IF            | Suecia  | 2006      |
| Jönköpings Södra IF | Suecia  | 2008-2009 |
| Panegialios FC      | Grecia  | 2010      |
| JK Nõmme Kalju      | Estonia | 2011-2012 |
| FC Haiba            | Estonia | 2013-2014 |
| Nomme Kalju FC III  | Estonia | 2014-2015 |
| Nomme Kalju FC II   | Estonia | 2015-2016 |
| Nomme Kalju FC III  | Estonia | 2018-2020 |

## Palmarés

### Títulos nacionales
| Título               | Equipo             | País    | Año  |
| -------------------- | ------------------ | ------- | ---- |
| Meistriliiga         | F. C. Flora Tallin | Estonia | 1998 |
| Meistriliiga         | F. C. Flora Tallin | Estonia | 1998 |
| Copa de Estonia      | F. C. Flora Tallin | Estonia | 1998 |
| Supercopa de Estonia | F. C. Flora Tallin | Estonia | 1998 |
| Meistriliiga         | F. C. Flora Tallin | Estonia | 2003 |
| Supercopa de Estonia | F. C. Flora Tallin | Estonia | 2003 |
| Supercopa de Estonia | F. C. Flora Tallin | Estonia | 2004 |
| OBOS Ligaen          | Vålerenga Fotball  | Noruega | 2001 |
| Copa de Noruega      | Vålerenga Fotball  | Noruega | 2002 |
| Meistriliiga         | JK Nõmme Kalju     | Estonia | 2012 |